# اسامه (فیلم)
اُسامه نام فیلمی افغان به کارگردانی صدیق برمک کارگردان افغان، ساخته سال ۲۰۰۳ است.
صدیق برمک دربارهٔ فیلم خود گفته‌است: «اسامه یک تراژدی واقعی در دورانی است که هیچ کس حق تصمیم‌گیری برای خود نداشته‌است.» 

## خلاصه فیلم
داستان فیلم سرگذشت دختربچه‌ای است که در زمان حکومت طالبان در افغانستان، با لباس و ظاهر یک پسر، وارد اجتماع می‌شود.

## جمله آغازین
فیلم با این جملهٔ علی شریعتی آغاز می‌شود «خدایا مرا از آنانی قرار ده که دنیاشان را برای دینشان می‌فروشند نه از آنها که دینشان را برای دنیا شان». در نسخه بین‌المللی به جای این جمله، عبارت «I can not forget but I can forgive» (من نمی‌توانم فراموش کنم اما می‌توانم ببخشم) از نلسون ماندلا نشان داده می‌شود.

## بازیگران
| بازیگر          | نقش    |
| --------------- | ------ |
| مارینا گلبهاری  | اسامه  |
| محمد نادر خواجه | ملا    |
| محمد عارف هراتی | اسپندی |
| زبیده سحر       | مادر   |

## جوایز
- جایزه گلدن گلوب بهترین فیلم خارجی زبان (۲۰۰۴)
- جایزه دوربین طلایی جشنواره فیلم کن (۲۰۰۳)